# Helene Odilon

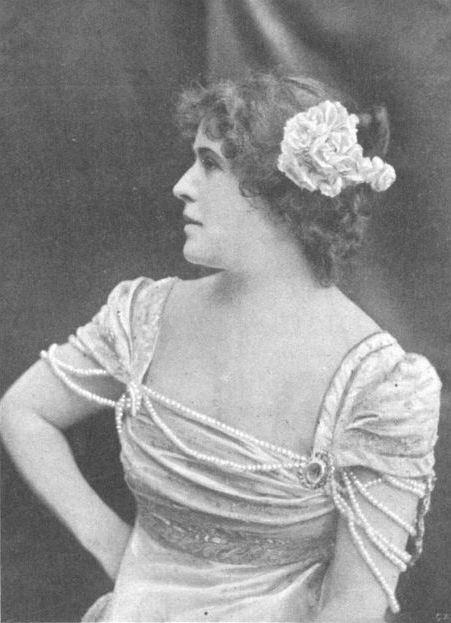
Helene Odilon, 1900
Aus Sport & Salon, Wien, 14. März 1903

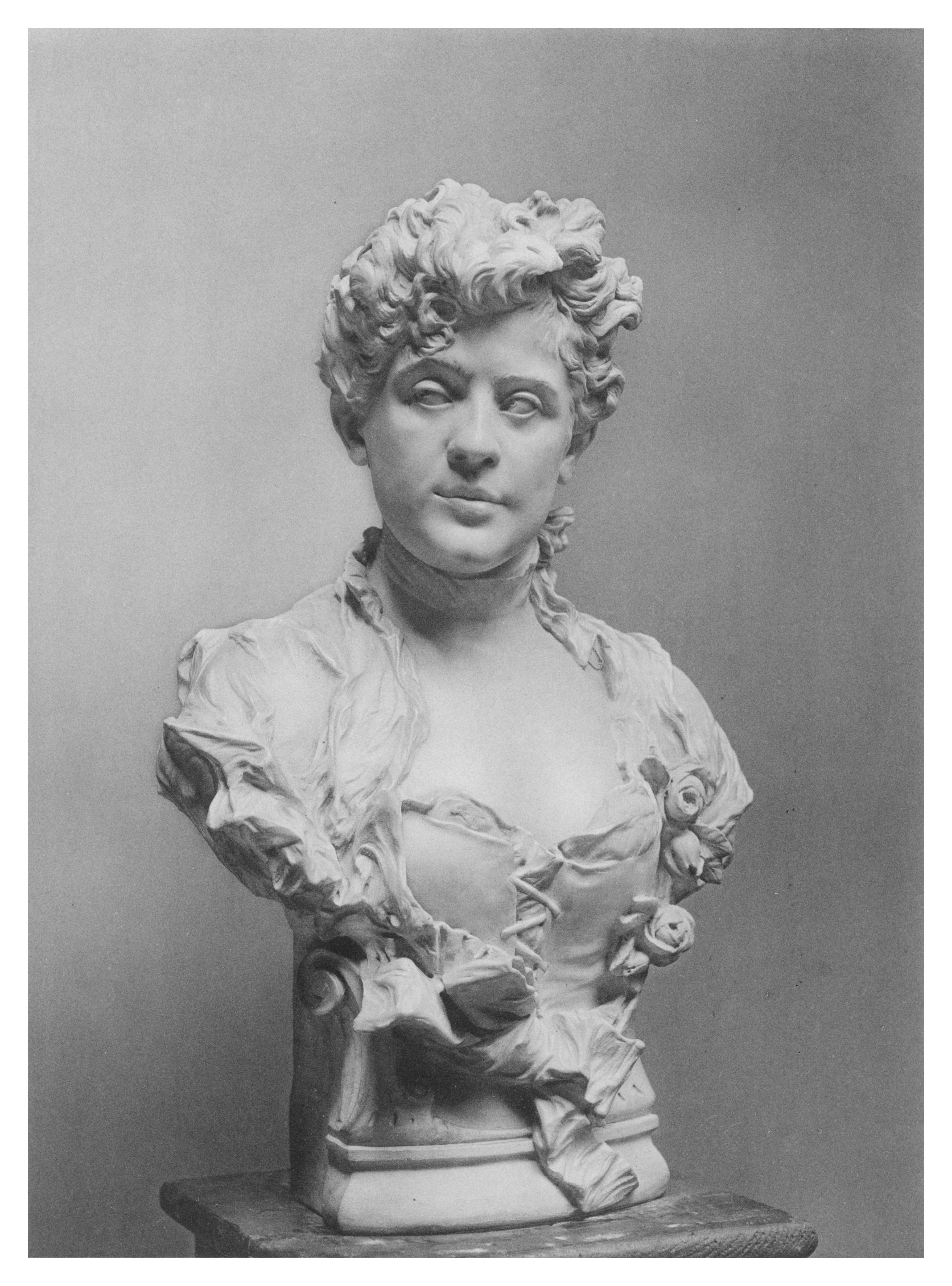
Helene Odilon. Büste von Viktor Tilgner im Volkstheater Wien

Helene Odilon, eigentlich Petermann (* 31. Juli 1863 in Dresden; † 9. Februar 1939 in Baden bei Wien) war eine deutsch-österreichische Schauspielerin.

## Leben und Werk
Helene Odilon wurde als Helene Petermann in Dresden geboren. Ihr Vater C. A. Petermann handelte mit Weißware und hatte zwei ältere Söhne.
Helene Odilon begann ihre Laufbahn in Chemnitz, wurde auf Wunsch Kaiser Wilhelms I. ans Hoftheater Berlin verpflichtet und ging 1891 nach Wien. Sie galt als eine der interessantesten Schauspielerinnen ihrer Zeit und wurde auch in England und 1902 selbst in den USA gefeiert. Am Deutschen Volkstheater in Wien, dem sie über 13 Jahre hinweg angehörte, spielte sie Madame Dubarry (in Du Barry von David Belasco) und die Madame Sans-Gêne (in dem gleichnamigen Stück von Victorien Sardou), die von manchen als ihre Glanzrolle angesehen wurde. Hermann Bahr wurde von ihr zur Rolle der Lona Ladinser in seinem Dreiakter Der Star (1898) inspiriert, der in der Folgezeit zu einem ihrer größten Erfolge wurde.
1893 schloss sie eine unglückliche Ehe mit dem Schauspieler Alexander Girardi. Helene hatte etliche Liebhaber, und Girardi war eifersüchtig. Sie versuchte, ihn entmündigen zu lassen, und ließ ihn mithilfe eines Gefälligkeitsgutachtens des mit ihr befreundeten Psychiaters Julius Wagner-Jauregg in eine Nervenanstalt abschieben; mit Unterstützung von Katharina Schratt wurde Girardi jedoch rehabilitiert. Helene ließ sich 1896 von ihm scheiden. Ihre zweite Ehe schloss sie mit dem ungarischen Gutsbesitzer Franz von Rakovszky (ca. 1877–1907). Nach dessen Tod heiratete sie den Apotheker Bela von Pecic (* 1871).
Ende November 1903, am Höhepunkt ihrer Popularität, erlitt Odilon vor einem Auftritt in Innsbruck als Nora einen Schlaganfall, war einseitig teilweise in ihren Bewegungen gehindert. Sie litt in der Rekonvaleszenz an schweren Depressionen und wurde in der Folge, „da es nicht geraten schien, Frau Odilon das Verfügungsrecht über ihr beträchtliches Vermögen zu belassen“ – welches auf eine halbe Million Kronen, ihr Haus in der Neustiftgasse und dessen „kostbare Einrichtung“ eingeschätzt wurde – auf Betreiben ihrer Verwandten unter Vormundschaft gestellt. Gegen diese kämpfte sie über Jahre hinweg rechtlich an. Zum Beweis ihrer unverminderten Geisteskraft schrieb sie 1909 die Autobiografie Das Buch einer Schwachsinnigen, die auf großes Interesse traf, wobei aber sie als Autorin leer ausging.
1916 erblindete Odilon und, „von gewissenlosen Menschen ausgenützt, um ihre letzte Habe schmählich gebracht“, war sie zum Betteln gezwungen, „bot in Gasthäusern Ansichtskarten mit dem Bilde der Odilon von einst im Umherhinken zum Kaufe.“
Am 30. November 1920 spürte Hermann Bahr sie im Asyl (Altenheim) der Äußeren Riedenburg in Salzburg auf, wo sie in bescheidenen Verhältnissen wohnte. Bahr berichtete davon in seiner Kolumne Tagebuch im Neuen Wiener Journal und mahnte in dieser Form das Deutsche Volkstheater, sich jener Frau zu erinnern, von der es ungefähr zehn Jahre gelebt habe. Im folgenden Jahr entschloss sich die Direktion des Deutschen Volkstheaters, Helene Odilon den Ertrag einer Nachtvorstellung zu widmen.
1925 wohnte Odilon im Christlichen Hospiz ihrer Vaterstadt Dresden, wohin sie aus Salzburg zurückgekehrt war.

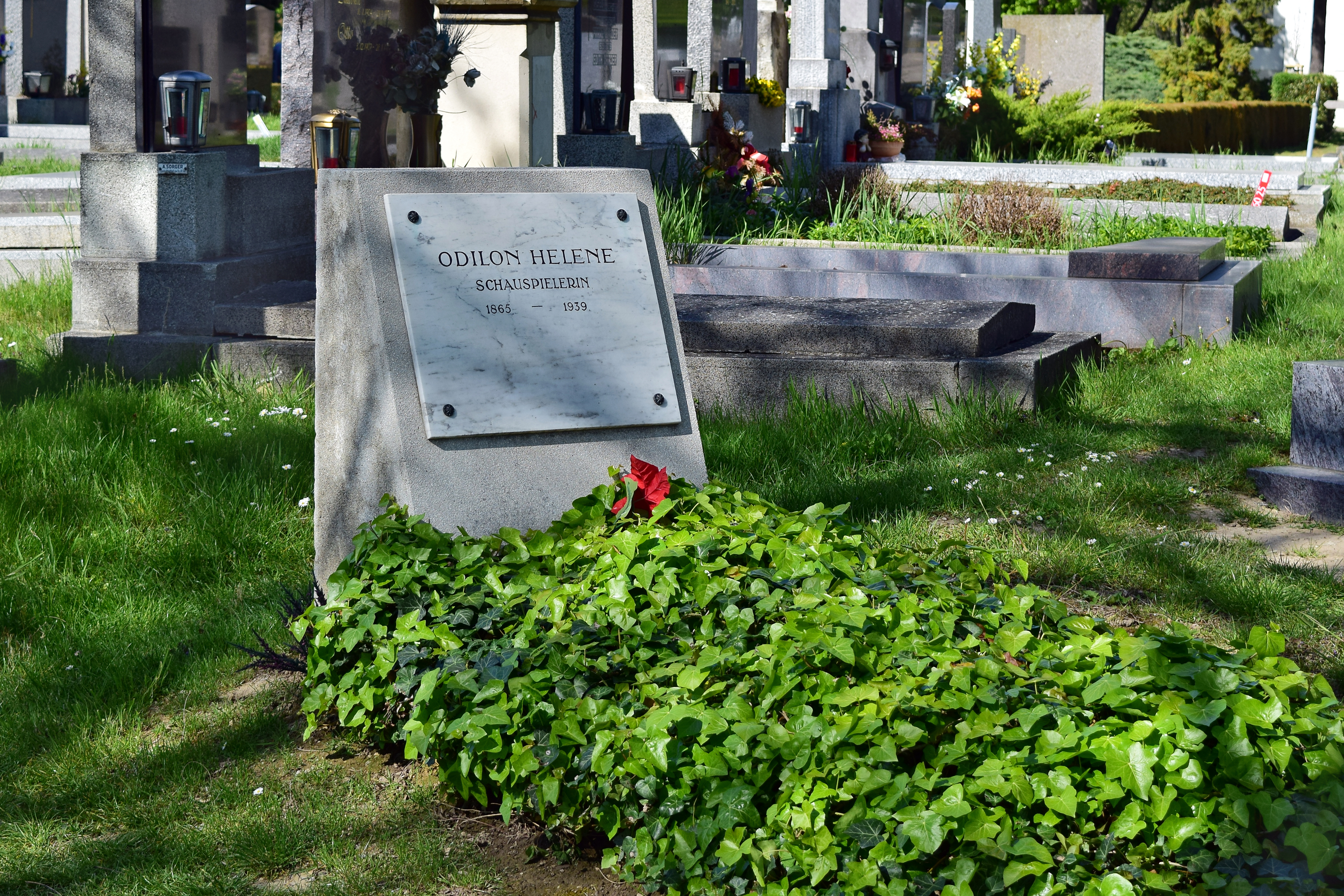
Ehrenhalber gewidmetes Grab auf dem Wiener Zentralfriedhof

Die 1925 als „arm, bitter bettelarm, bresthaft, gelähmt, des vollen Gebrauches der Sprache und einer Hand beraubt“ beschriebene Sechzigjährige fand am 5. Jänner 1928 Aufnahme in dem von der Wohltäterin Henriette Weiß (1864–1931) gegründeten, am 12. selben Monats eröffneten Badener Altersheim „Sorgenfrei“. Dies wurde durch einen Ehrensold der Gemeinde Wien, einer vom Deutschen Volkstheater stammenden Pension von 30 Schilling (heute ca. 70 Euro) im Monat sowie 134 Schilling (heute ca. 300 Euro) Jahrespension vom deutschen Bühnenverein in Berlin ermöglicht. In den folgenden Jahren wurde sie wiederholt besucht von ihrer ehemaligen Bühnenkollegin und „alten Freundin“ Adele Sandrock (1863–1937).
Helene Odilon erlag im 74. Lebensjahr einem Schlaganfall, „um vier Jahrzehnte zu spät (…) von einem Schattendasein erlöst.“ Sie ruht auf dem Wiener Zentralfriedhof. Die Grabstätte wurde im Februar 1942 durch Verfügung von Stadtrat Hanns Blaschke in die Obhut der Stadt Wien übernommen (in Obhut genommene ehrenhalber gewidmete Grabstelle, Gruppe 12 D, Reihe 1, Nr. 23). Von der für die Bestattung zuständigen Stelle, der Friedhöfe Wien GmbH, wird Helene Odilon als Helene Girardi-Odillon (sic!) geführt.

## Werke
- Helene von Pecic: Das Buch einer Schwachsinnigen. Lebenserinnerungen von Helene Odilon (pseud.) Walther, Berlin 1909, OBV.
- Helene Odilon: Das lachende Weltelend. In: Neues Wiener Journal, 31. Juli 1921, Nr. 9961/1921 (XXIX. Jahrgang), S. 7. (Über ihre Lebenssituation; auf S. 5. Tagebuch von Hermann Bahr über sie).
- Helene Odilon: Allheilmittel – Autosuggestion nach Coué. Graphi, Salzburg 1925, OBV.
- Helene von Pecic: Das Geheimnis des Erfolges von Helene Odilon (pseud.) Pichl, Wien o. J., OBV.

## Filmografie
- 1914: Nach der Premiere

## Ehrungen
Im Jahr 2007 wurde in Wien-Penzing (14. Wiener Gemeindebezirk) die Helene-Odilon-Gasse nach ihr benannt.
Theaterstück
- Sylvia Eisenberger: Mein Girardi. Ein Ehewahnsinn. Premiere am 2. Dezember 2000.